# UTC−9:30
UTC−9:30 is de tijdzone voor:

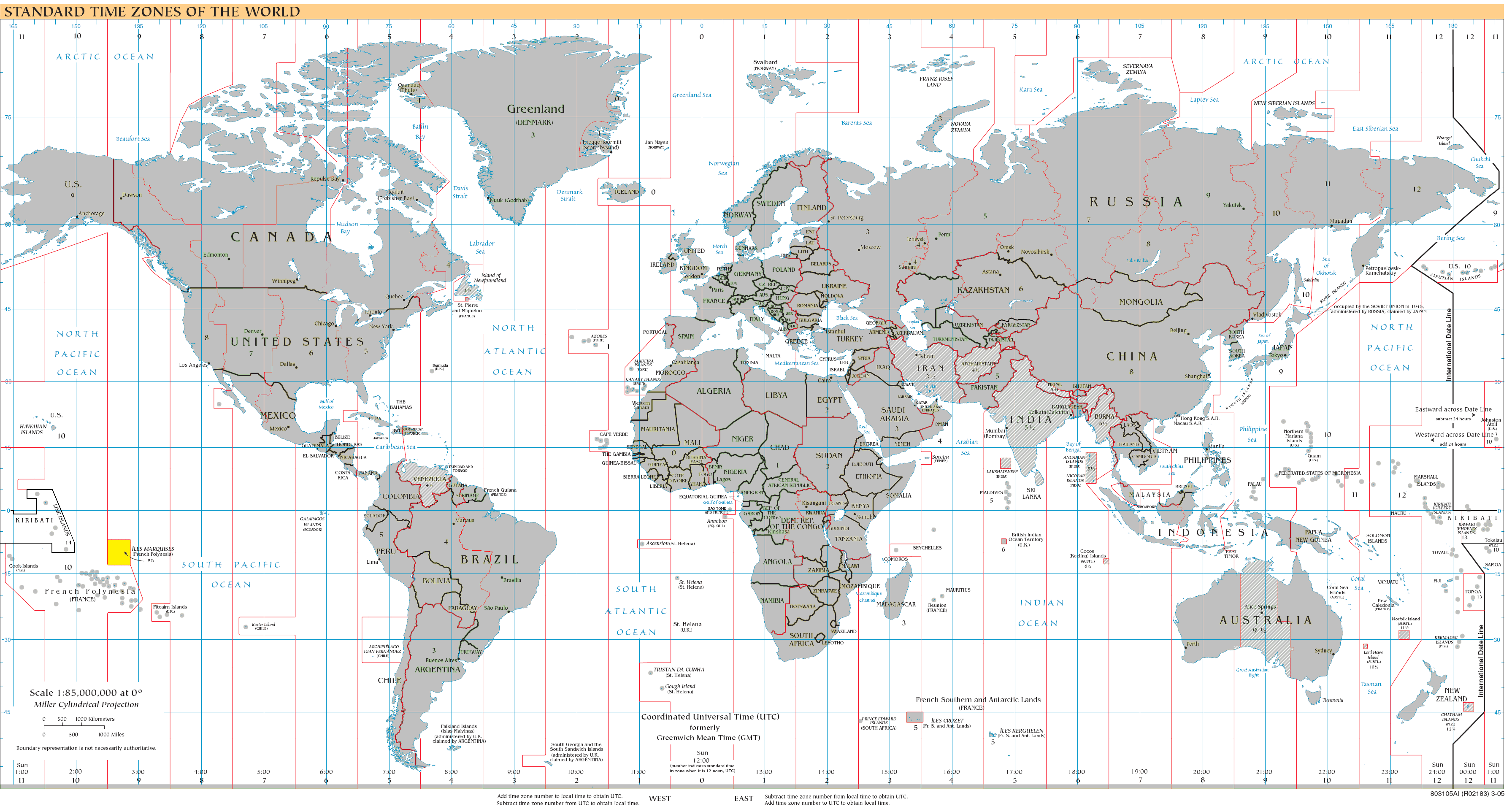
aan land, gehele jaar

- Marquesastijd (MART) op de Marquesaseilanden (Frans-Polynesië, Frankrijk)